# Lâm Hùng
Lâm Văn Hùng, được biết đến với nghệ danh Lâm Hùng, là 1 ca sĩ nhạc pop người Việt Nam. Anh được biết đến với dòng nhạc trẻ trong nửa đầu thập niên 2000.

## Tiểu sử
Lâm Hùng tên đầy đủ là Lâm Văn Hùng sinh ngày 28 tháng 10 năm 1977 tại Kiên Giang, anh thừa hưởng năng khiếu ca hát từ cha, ông từng lao động chân tay tại Sài Gòn, vì có giọng hát hay nên được giới thiệu và gia nhập đoàn hát Kim Chung trong khoảng 7 năm. Mẹ anh là một phụ nữ bình thường, trong thời gian đi diễn bố anh không quan tâm đến gia đình, trong một chuyên lưu diễn ở Kiên Giang bố anh bị gia đình biết tin và giữ ở lại. Lâm Hùng mồ côi cha năm 11 tuổi.

## Sự nghiệp
Gia đình Lâm Hùng sống trên sông nước, anh từng có bằng Thuyền trưởng hạng 3, anh đã tham gia một số cuộc thi hát trong tỉnh (Kiên Giang) từ 1995 đến 1997 nhưng sớm bị loại. Năm 1999, kinh tế gia đình anh thua lỗ lớn, một lần NSƯT Vũ Linh về địa phương biểu diễn, Lâm Hùng có dịp trổ tài và được Vũ Linh thu nhận. Để theo được nghề ca sĩ, Lâm Hùng đã xin mẹ thời hạn 3 năm để lập nghiệp, nếu không thành công anh sẽ về quê sống. Từ năm 2002, sự nghiệp của Lâm Hùng bắt đầu phát triển và làm ca sĩ độc quyền của Đồng Giao Production.
Năm 2006 mẹ anh qua đời vì ung thư gan, Lâm Hùng rút lui khỏi giới giải trí, năm 2009 anh thành lập công ty Lâm Hùng Production và năm 2010 cho ra mắt album Một ngày biết trước. Anh chính thức trở lại ca hát vào năm 2016 với album Thói đời, trong tuần đầu album này đã bán được hơn 1500 bản đặc biệt. Năm 2017, Lâm Hùng ra mắt album đầu tiên trong dự án 100 Tình khúc để đời, album cuối cùng được phát hành năm 2019. Anh tham gia làm giám khảo cho một số cuộc thi về sắc đẹp và âm nhạc.

## Đời tư
Trước khi trở thành ca sĩ, anh từng có một mối tình, nhưng bạn gái quyết định chia tay để lấy một Việt Kiều. Năm 2008, Lâm Hùng kết hôn với Khánh Ngọc, hiện tại họ có 3 người con: Lâm Ngọc Khánh, Lâm Ngọc Hân, Lâm Phong.

## Bê bối
Năm 2004, Lâm Hùng bị P. Nhi, một Việt Kiều Mĩ, tố cáo anh lừa cô khoản tiền 25.000 USD và có con với cô; về phía Lâm Hùng, anh khẳng định có nhận sự giúp đỡ của P. Nhi chứ không vay mượn. Việc họ có con với nhau là không hợp lý, Lâm Hùng sẵn sàng xét nghiệm ADN và nhận con nếu đúng. Vụ việc sau đó chìm vào quên lãng. Châu Gia Kiệt từng khẳng định chỉ vô tình giới thiệu Lâm Hùng với P. Nhi chứ anh không liên quan đến vụ việc.
Lâm Hùng từng có phát ngôn "Ai thích có con thì tui cho" đã tạo nên làn sóng phản đối gay gắt.
Album Sau một lời nói dối phát hành ngày 6 tháng 10 năm 2004 của Lâm Hùng vướng phải tranh chấp bản quyền, khi ca khúc Tôi đã lầm yêu em của anh là bản sao từ ca khúc Tôi đã lầm tin em mà ca sĩ Lý Hải dự định phát hành trong album Trọn đời bên em 5. Trước đó, ca sĩ Lý Hải đã mua bản quyền ca khúc, biểu diễn nhiều nơi và được khán giả yêu thích; sau đó Lý Hải đã mua độc quyền ca khúc. Thực tế, hai ca khúc này là một và do tác giả Thái Khang sáng tác, sau khi bán độc quyền cho Lý Hải thì khoảng một tháng rưỡi sau, tác giả đã sửa lại vài câu chữ và tựa đề rồi bán độc quyền cho Lâm Hùng.

## Tác phẩm
Trong 18 năm hoạt động âm nhạc, Lâm Hùng đã phát hành 15 album.

### Album chính thức
| STT | Năm       | Tựa đề                           | Định dạng                                                            | Phát hành                                           | Ghi chú                           |
| --- | --------- | -------------------------------- | -------------------------------------------------------------------- | --------------------------------------------------- | --------------------------------- |
| 01  | 2002      | Tình tiếc nuối                   | CD                                                                   | Công ty Nhiếp ảnh TPHCM Trung tâm băng đĩa Lạc Hồng | Kết hợp với Lâm Vũ                |
| 02  | 2002      | Hát cho một dòng sông            | CD VCD                                                               | Công ty Nhiếp ảnh TPHCM Trung tâm băng đĩa Lạc Hồng | Vol.1                             |
| 03  | 2003      | Ký túc xá chiều mưa              | CD VCD                                                               | Công ty Nhiếp ảnh TPHCM Trung tâm băng đĩa Lạc Hồng | Vol.2                             |
| 04  | 2003      | Phôi pha                         | VCD Karaoke                                                          | Công ty Nhiếp ảnh TPHCM Trung tâm băng đĩa Lạc Hồng | [ 15 ]                            |
| 05  | 2003      | Bình yên từ trái tim em          | CD                                                                   | Công ty Nhiếp ảnh TPHCM Trung tâm băng đĩa Lạc Hồng | Kết hợp với Thanh Trúc            |
| 06  | 2004      | Để đau thương lại chính mình     | CD VCD                                                               | Cty THHH Văn hóa Bắc Nam Trung tâm Lạc Hồng         | Vol.3                             |
| 07  | 2005      | Vô tình / thà làm người bạn thân | CD VCD                                                               | Cty THHH Văn hóa Bắc Nam Trung tâm Lạc Hồng         | Vol.4                             |
|     | 2004      | Sau một lời nói dối              |                                                                      |                                                     | có thể là vol.4                   |
| 08  | 2006      | Mỗi người một quá khứ            | CD DVD                                                               | Nhà xuất bản Âm nhạc (dihavina)                     | Vol.5                             |
| 10  | 2010      | Cho vừa lòng em                  | CD                                                                   | Trung tâm Lạc Hồng                                  | [ 19 ]                            |
| 09  | 2010      | Một ngày biết trước              | CD: Em về đi DVD: Một ngày biết trước DVD: Căn biệt thự số 13 (phim) | Lâm Hùng Production                                 | Vol.6 Kết hợp với Vĩnh Thuyên Kim |
| 11  | 2012      | Tình Cứ Như Vậy Đi               | CD                                                                   | Lâm Hùng Production                                 | Vol.7                             |
| 12  | 2016      | Thói đời                         | CD DVD                                                               | Lâm Hùng Production                                 | [ 22 ]                            |
| 13  | 2017-2019 | 100 tình khúc để đời             |                                                                      | Lâm Hùng Production                                 | 4 vol                             |
| 14  |           | Hồi tưởng                        | CD                                                                   | Lâm Hùng Production                                 |                                   |
| 15  |           | Nghĩa mẹ / Chuyện tình mùa Đông  | CD DVD Karaoke                                                       | Hoàng Đỉnh Production                               | [ 23 ]                            |

### Album khác
| Năm  | Tựa đề                                          | Định dạng       | Phát hành                                      | Ghi chú                                     |
| ---- | ----------------------------------------------- | --------------- | ---------------------------------------------- | ------------------------------------------- |
| 2003 | Sau 1 lời nói dối (DVD) Dù tình yêu đã mất (CD) | DVD tặng kèm CD | Cty TNHH TM & DV VH Đại Hùng Phát              | DVD Karaoke Kết hợp với Hoàng Châu          |
| 2003 | Dĩ vãng nhạt nhòa                               | CD              | Bến Thành audio                                | Nhiều ca sĩ, đóng góp 3 ca khúc             |
| 2006 | Lẽ tại sao                                      | CD              | Hoàng Đỉnh                                     | Nhiều ca sĩ                                 |
| 2007 | Yêu chàng đẹp trai                              | VCD             | Trung tâm phát hành phim và chiếu bóng Bến Tre | Album vol.2 của Vũ Trâm Anh (Song ca 1 bài) |
|      | Chuyến Tàu Hoàng Hôn – LVCD400                  | CD              | Làng Văn (Hải ngoại)                           | Phiên bản khác của album Cho vừa lòng em    |
|      | Hát cho một dòng sông                           | CD              | Bướm Đêm music (Hải ngoại)                     | Tuyển tập                                   |
|      | Xóa tên người tình                              | CD              |                                                | [ 15 ]                                      |

### Sáng tác
Lâm Hùng đã tự sáng tác mới cũng như chuyển lời Việt cho khoảng 40 ca khúc, dưới đây là một vài trong số đó:
- Nghĩa mẹ
- Con trai (Vol.4) (Minh Khang viết điệp khúc)
- Mỗi người một quá khứ (vol.5)
- Cảm ơn tình em
- Xin mẹ hiểu lòng con
- Chữ hiếu chưa tròn
- Hai thằng bạn nghèo
- Nhật ký ba thằng bạn
- Lần đầu làm cha
- Ba là chú hề của con
- Vĩnh biệt người anh em
- Xuân tha hương
- Sài gòn tôi và tôi
- Em của bến sông xưa
- Mồ côi
- Con gái [Vol 5]
- Chị chị em em
- Mình ơi
- Ngày sinh nhật của tôi
- Cố hương

Nhạc Hoa ngữ được viết lời Việt bởi Lâm Hùng
- Người là niềm đau (只要为你活一天 • Tạ Đình Phong)
- Nhớ cha (言难尽 • Trương Vũ)
- Huynh đệ ơi (兄弟啊 想你了 Viết lời Việt)
- Phôi pha ( 改造人）(Viết lời Việt)
- Em đừng đi (妳摸走）(Viết lời Việt)
- Ba ơi mẹ ơi ( 啊爸阿媽）( Viết lời Việt)
- Hồng trần tình ca (紅塵情歌）(Viết lời Việt)
- Lặng lẽ mùa đông (千紙鹤) ( Viết lời Việt)
- Cuộc tình trong cơn mưa ( 雨中的戀人們)(Viết lời Việt )
- Khúc tâm ca (點歌的人) (Viết lời Việt)
- Cánh hoa mùa đông (單身情歌)(Viết lời Việt)
- Đêm tình yêu (如果只得一星期)·(Viết lời Việt)
- Niềm đau (谢谢你的爱1999) (Viết lời Việt)
- Nụ hôn lơ đãng (友情岁月)(Viết lời Việt)

## Chương trình, sự kiện

### Truyền hình
- 2018 – Âm Nhạc và Bước Nhảy (VTV9)
- 2020 – Giải mã tri kỷ (tập 83)
- 2020 – Ca sĩ bí ẩn (mùa 4 – tập 11) vai trò: Ca sĩ bí ẩn
- 2021 – Đời nghệ sĩ (tập 19) VTV9
- 2021 – Chân Dung Cuộc Tình (THVL1)
- 2021 – Ký ức ngọt ngào (mùa 2 – tập 6 THVL1) khách mời cùng Hoàng Châu
- 2021 – Người một nhà (Khách mời cùng Quách Tuấn Du)
- 2022 – Ơn giời cậu đây rồi (mùa 8 – tập 5) VTV3 (giành chiến thắng)
- 2022 – Khoảnh khắc cuộc đời (mùa 2) HTV9
- 2023 – Hành trình rực rỡ (tập 6,7,8)

### Sự kiện
- Giám khảo Ms Universe Business 2018
- Giám khảo Tình ca Việt Nam 2022